# Porichthys myriaster
Porichthys myriaster är en fiskart som beskrevs av Hubbs och Schultz, 1939. Porichthys myriaster ingår i släktet Porichthys och familjen paddfiskar. IUCN kategoriserar arten globalt som livskraftig. Inga underarter finns listade i Catalogue of Life.